# Huis Arianiti
Het huis Arianiti (Albanees: Shtëpia e Arianitëve) was een Albanese adellijke familie die in de 14e en 15e eeuw regeerde over het vorstendom Arianiti in Centraal-Albanië. In 1432 volgde prins Gjergj Arianiti de heerschappijen van zijn vader Komnen op. Gjergj Arianiti was een van de meest prominente Albanese leiders gedurende de 15e eeuw. Arianiti leidde tijdens zijn heerschappij meerdere veldslagen tegen het Ottomaanse Rijk. Tevens was Arianiti een van de stichters van de Liga van Lezhë. 
Hoewel de Arianiti-dynastie pas aan het einde van de middeleeuwen meer macht verwierf, worden enkele eeuwen eerder al telgen van de familie benoemd in Byzantijnse documenten.

## Geschiedenis

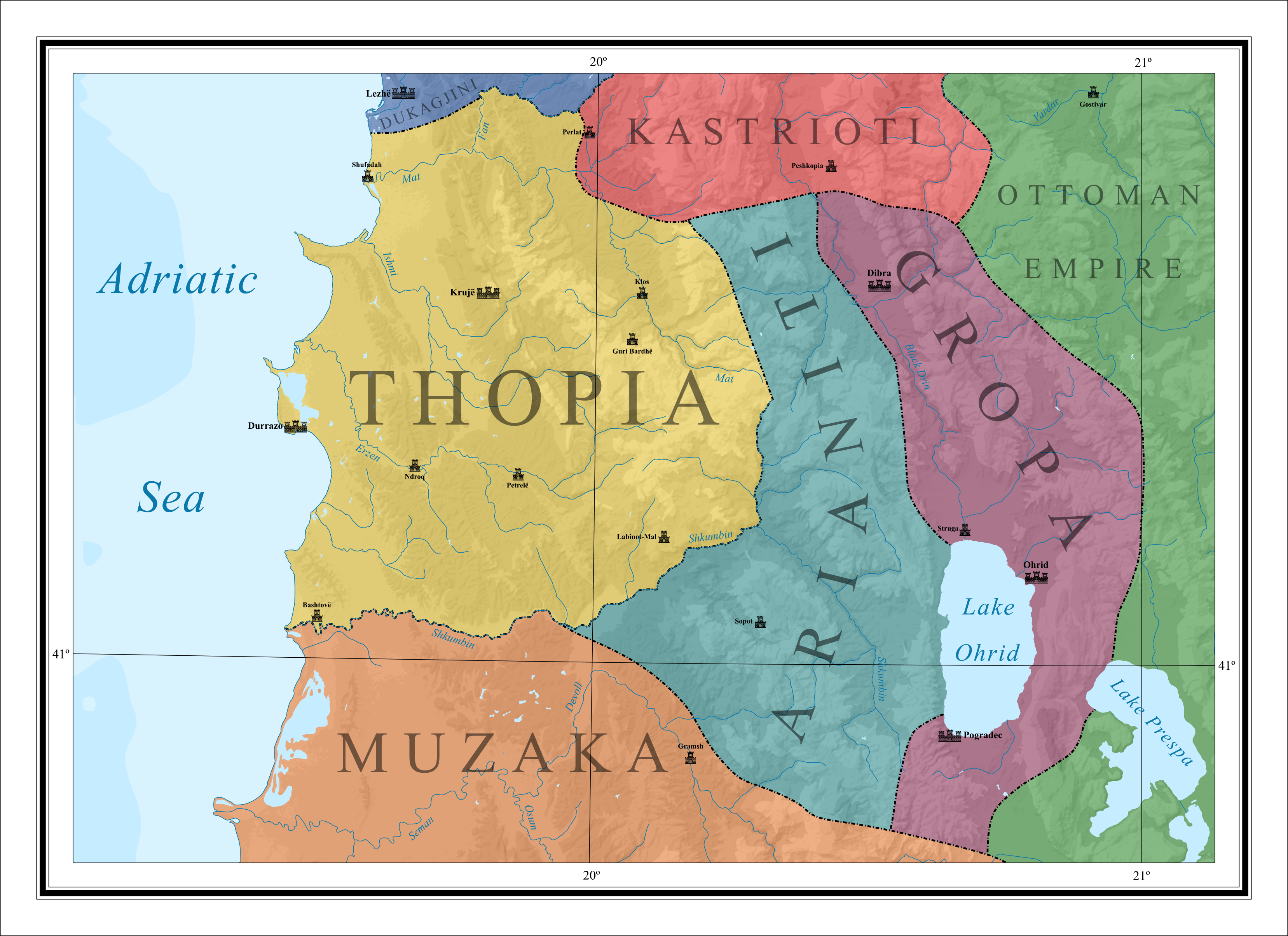
Het vorstendom van Arianiti aan het eind van de 14e eeuw (groen)

Stamvader David was een Albanese edelman en fungeerde als vazal van het Byzantijnse Rijk gedurende de 11e eeuw. Namens de Byzantijnen vocht David tegen de Bulgaren. Konstantin Arianiti, mogelijk zijn zoon, was werkzaam in het Byzantijnse leger. Later zwoer Alëks Arianiti trouw aan het Huis Anjou-Sicilië, die na een personele unie met Albanese heersers het Koninkrijk Albanië stichtten. De Arianiti's genereerden hierdoor verschillende privileges in Centraal-Albanië. 
De eerste staatvorming van de Arianiti's werd gerealiseerd aan het einde van  de 14e eeuw. Edelman Komnen Arianiti heerste toen over een gebied dat overeenkwam met het huidige Durrës. In 1432 volgde Gjergj Arianiti de heerschappijen van zijn vader Komnen op. Het vorstendom Arianiti breidde uit naar het zuiden na het huwelijk tussen Gjergj Arianiti en prinses Maria Muzaka, een lid van de Albanese adellijke Muzaka-dynastie. Arianiti kreeg hierdoor heerschappij over een gebied in Mallakastër, ten zuiden van Vlorë. Hij wist datzelfde gebied vervolgens uit te breiden naar Centraal-Albanië, tussen het huidige Librazhd en Elbasan in. 
Gjergj Arianiti kwam in opstand tegen de Ottomanen, maar dit werd vrij snel de kop ingedrukt. Arianiti erkende de Ottomaanse heerschappij en kreeg in ruil daarvoor een erkende autonomie over zijn gebied. In 1444 voegde het vorstendom Arianiti zich bij de Liga van Lezhë om de Ottomanen alsnog te bestrijden. Gjergj Arianiti was een van de commandanten van het Albanese leger. In 1462 sneuvelde Arianiti in een kasteel, na een Ottomaanse aanval op de Albanese leiders.
De familie had nauwe banden met de Kastrioti-dynastie. Zo trouwden Vladan Arianiti met de dochter van Gjon Kastrioti en Andronika Arianiti met de laterse volksheld Skanderbeg. Angjelina Arianiti trouwde een Servische heerser. Zij werd later heilig verklaard door de Servisch-Orthodoxe Kerk. Telg Maria Arianiti was gemalin van Radu III, heerser van Walachije.
De andere dochters van Gjergj Arianiti: Vojsava, Helena, Komnena, Despina, Katerina, Teodora en 
Chiranna trouwden onder meer met leden van de Dukagjini en Balsha-dynastie.

## Heerserslijst
- Lijst vanaf 14e eeuw:
- Komnen Arianiti (1392-1432)
- Gjergj Arianiti (1432-1444)

## Stamboom
- Stamvader David
  - Konstantin
  - Alëks
  - Komnen
    - Muzakë
      - Moisi ⚭ Zanfina Muzaka
        - Cesare
        - Despina II

    - Vladan ⚭ Angjelina Kastrioti
    - Gjergj ⚭ Maria Muzaka
      - Donika ⚭ Gjergj Kastrioti
      - Vojsava ⚭ Gjergj Balsha
      - Helena ⚭ Gjergj III Dukagjini
      - Angjelina ⚭ Stefan Branković
      - Komnena ⚭ Gojko Balsha
      - Despina ⚭ Tanush VI Dukagjini
      - Chiranna ⚭ Nikollë II Dukagjini
      - Maria ⚭ Radu III
      - Katerina ⚭ Andrea Spani
      - Teodora

    - Gjergj ⚭ (2) Pietrina Francone
      - Thoma
        - Konstantin II ⚭ Francesca van Montferrat
        - Arijanit
        - Andronika II
        - Penthesilea
        - Ippolita
        - Polissena
        - Deinara
        - Elena

      - Arian